# Casper Mountain (Wyoming)
Casper Mountain è un census-designated place degli Stati Uniti d'America, situato nella Contea di Natrona nello stato del Wyoming. Nel censimento del 2000 la popolazione era di 298 abitanti. Appartiene all'area metropolitana di Casper.

## Geografia fisica
Secondo i rilevamenti dell'United States Census Bureau, la località di Casper Mountain si estende su una superficie di 27,0 km², tutti occupati da terre.

## Popolazione
Secondo il censimento del 2000, a Casper Mountain vivevano 298 persone, ed erano presenti 97 gruppi familiari. La densità di popolazione era di 11,0 ab./km². Nel territorio comunale si trovavano 303 unità edificate. Per quanto riguarda la composizione etnica degli abitanti, il 96,31% era bianco, l'1,68% era nativo, lo 0,34% apparteneva ad altre razze e l'1,68% a due o più. La popolazione di ogni razza ispanica corrispondeva al 2,01% degli abitanti.
Per quanto riguarda la suddivisione della popolazione in fasce d'età, il 20,8% era al di sotto dei 18, il 4,7% fra i 18 e i 24, il 25,2% fra i 25 e i 44, il 39,9% fra i 45 e i 64, mentre infine il 9,4% era al di sopra dei 65 anni di età. L'età media della popolazione era di 45 anni. Per ogni 100 donne residenti vivevano 117,5 uomini.